# リームル
アイスランド文学において、文字どおり「韻」を意味するリーマ（アイスランド語: ríma, IPA: [ˈriːma]、複数形 古ノルド語: rímur、リームル）とは、リームルを書く際に使われたため「リームル韻律（rímnahættir）, [ˈrimnaˌhaihtɪr̥]」と呼ばれるようになった韻律で書かれた叙事詩である。リームルは韻を踏む頭韻詩であり、1スタンザは2行から4行で構成される。複数形のリームル（rímur）は通常の複数形として2つあるいはそれ以上の数の作品を指す場合に用いられるが、より広範な2つ以上の作品をひとまとめにして指す場合もある。すなわち「オーラヴ・ハラルズソンのリーマ」（Ólafs ríma Haraldssonar）はオーラヴ・ハラルズソンの功績を描いたひとつのリーマを、「ヌーマのリームル」（Núma rímur）はヌマ・ポンピリウスの功績を描いた複数のリームルを意味する。

## 形式
リームルはその名が示すように押韻するが、古いゲルマンの頭韻詩と同様に構造的な頭韻も含まれている。リームルはスタンザで構成されていて、スタンザは普通4行である。リーマの韻律は何百もあるが、スヴェインビョルン・ベインテインソンは自身の韻律一覧で450のバリエーションを規定している。これらはおよそ10の系列にグループ分けできるが 、もっとも一般的な韻律はFerskeyttである。
リーマ詩はケニングやヘイティのほか、中世アイスランドの語法の極度に修辞的な特徴をスカルド詩から受け継いだ。リームルの言語も同様に、中世後期の geblümter Stil と関連する修辞技巧の影響を受けている。
往々にしてそうなるが、長くなる場合リームルは通常複数の異なる節から構成され、それぞれの節をリーマと呼ぶ。そして通常それぞれに違う韻律が用いられる。もっとも初期のリームル以降は、それぞれのリーマのサイクルを詩人が愛しているとおぼしき女性についての詩的な呼びかけのマンセイングルで始めるのが慣習となったが、これは中身のないものである。

## 歴史
最古のリームルの記録は14世紀に遡るが、それはヨーロッパ大陸の叙事詩に影響を受けたエッダ詩やスカルド詩から発展した。フラート島本に保存された「オーラヴ・ハラルズソンのリーマ(Óláfs ríma Haraldssonar）」は最も古い写本に裏付けられたリーマであり、ときに最も古いリーマと見做されることもあるが、最古のリームルの大コレクションはコルスボークに収録されているもので、オーラヴ・ハラルズソンについての記述によって1480年から1490年にかけてのものとされる。「スキージのリーマ」、「ビャルキのリームル」そして「Lokrur」はそれらを除いた初期のリームルの例であり、フィンヌル・ヨウンスソンはそれを念頭に置いてこれらの中世の例に焦点を当てて、リーマ編集の重要な作業を行った。リーマは通常既存の散文のサガから翻案されたものであったため、時として取材されたサガ唯一の残存する証拠を構成する場合がある。15世紀の「スカルド詩人ヘルギのリームル」はその一例である。
リームルは何世紀アイスランドの叙事詩の主流であり、1600年以前の作品は78作、17世紀以降は138作、18世紀以降は248作、19世紀には505作、そして20世紀以降は75作が知られている。そのほとんどは印刷されず、写本に残されているだけであり、写本の大部分はアイスランド国立図書館に収められている。リームルの普及版は1800年から1920年の間に約130冊が印刷されたが、リームルを含む19世紀の写本は1,000冊以上ある。ほとんどの場合、リームルサイクルは既に存在する物語の主題に基づいて構成されていた。運命のいたずらで、こんにちは失われているサガの多くがそれに基づくリームルの形で生き残り、サガは対応するリームルを基に再構築された。
21世紀にはアイスランド・ポップスでリームルのちょっとしたリバイバルが起きている。このリバイバルの中心人物はステインドール・アンデルセンで、特筆されるものとしてシガー・ロスとのコラボレーション （2001年EP盤 Rímur につながる）とヒャウルマル・オル・ヒャウルマルソン（主なものとして、2013年のアルバム Stafnbúi など）がある。

## 批判的な評価
19世紀の詩人、ヨウナス・ハトルグリムソンはシーグルズル・ブレイズフィエルズによるリームルのサイクルと、ジャンル全体に影響力のある批評を発表した。同時にヨウナスや他のロマン派詩人たちがアイスランド文学に新しい大陸の詩の形式を導入し、リームルの人気は衰えていった。それにもかかわらず、ボウラのヒャウルマルやシーグルズル・ブレイズフィエルズ、エイナル・ベーネディフツソン、ステイン・ステインナール、オル・アルナルソンソーラリン・エルジャンを含めた19世紀から20世紀のもっとも人気のあった詩人たちはリームルを書いた。ステインドール・アンデルセンは現代を代表するリームル歌手であり、彼はしばいしばバンドのシガー・ロスとコラボレーションし、ヒルマル・オル・ヒルマルソンの作品にも寄稿している。
研究者シーグルズル・ノルダルはリームルについて書いている。
アイスランドのリームルはおそらくこれまで注目された文学的保守主義の中でも最も不条理な例である。それらを取り巻く全てのものが変化したにもかかわらず、まるまる5世紀の間リームルは変わらずにそのままであり続けた。そしてそれらに詩的な価値はほとんどなく、ときには全く悪趣味でさえあるにもかかわらず、それら自体の不屈さにより、国民の需要をよく満たしたのである。
散文のサガに翻案されたリームルが相当数あることから、おそらく時代を越えた多くの作家がこの意見に同意しただろう 。どのような形であれ、ノルダルが文学史の一側面としてのリームルの重要性を否定せず、自身の講義の中で、特に彼が大事であると思うところの、アイスランド文学の継続性を保つリームルの役割について強調した。またノルダルは大量のリームルを構成するものの中に芸術作品が見つかることも認識していたが（出版された彼の講義録によれば）「スキージのリーマ」を除き、どのリームルも「完璧な芸術作品」とは呼べないだろうとしている。しかし「完璧な芸術作品」に到達するのはなかなか難しいことである。